# Franklin (unidad)
El franklin (símbolo: Fr) o estatoculombio (símbolo: statC) o unidad electrostática de carga (símbolo: esu) es la unidad física de la carga eléctrica utilizada en el Sistema Cegesimal de Unidades. El sistema SI de unidades usa el culombio (C) en su lugar.

## Equivalencia

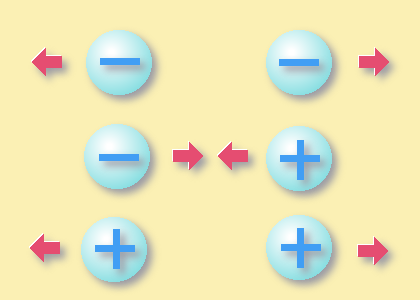
El estatculombio mide la carga eléctrica.

La equivalencia entre el culombio (C) y el franklin (Fr) es: 1 C = 10×c Fr , donde c es el módulo de la velocidad de la luz en el vacío expresado en m/s (299792458).
La carga eléctrica del electrón, expresada en estatoculombios, es: 

e = 4.8×10-10 esu (electrostatic unit, esto es, unidad electrostática de carga) = 4.8×10-10 statC